# Semiquinona
Uma semiquinona é um radical livre que é resultado da remoção de um átomo de hidrogénio com os seus electrões, durante o processo de desidrogenação de uma hidroquinona em quinona ou, em alternativa, a adição de um único átomo de hidrogénio em uma quinona.